# Rodes
Pronunciação

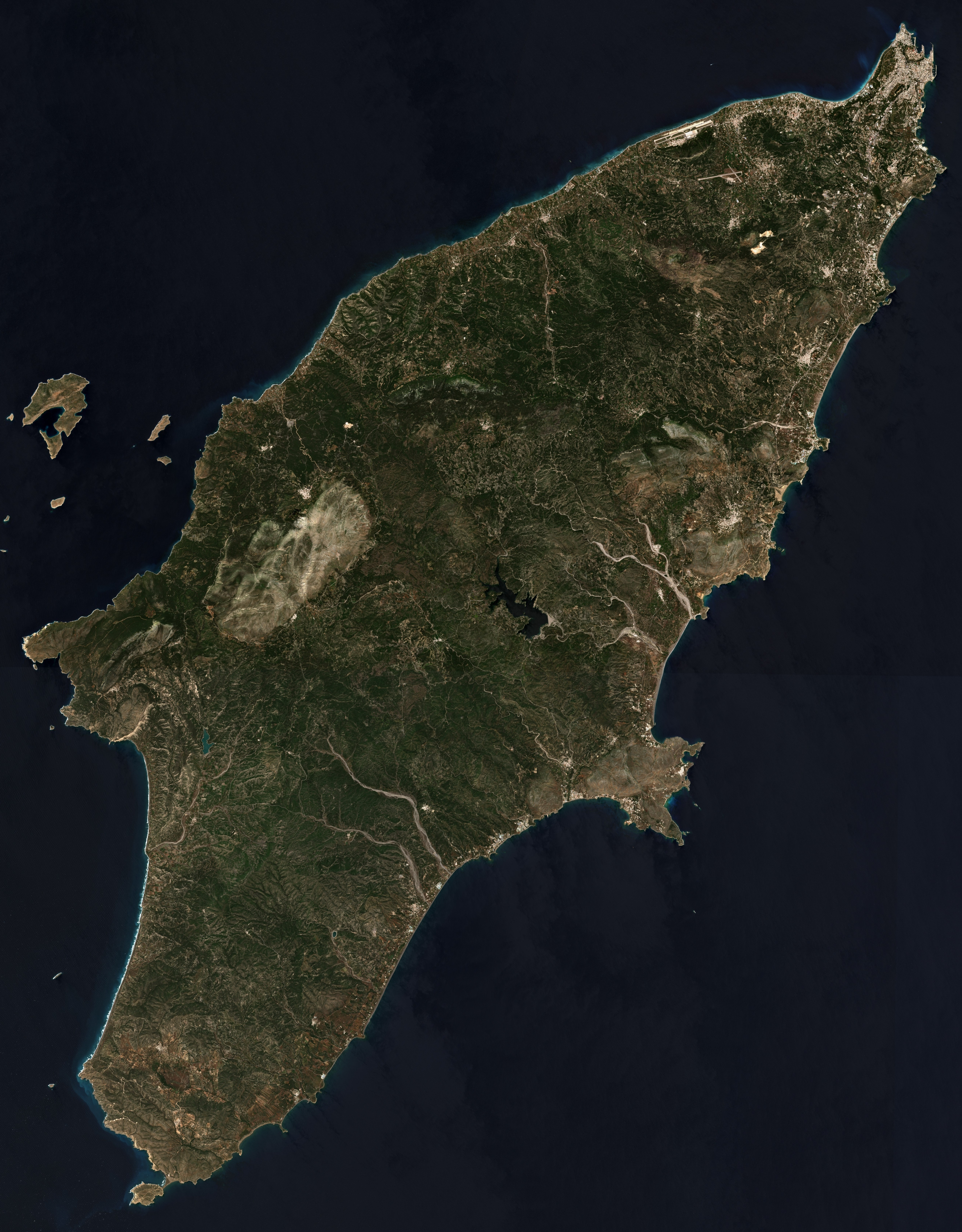
A ilha de Rodes.

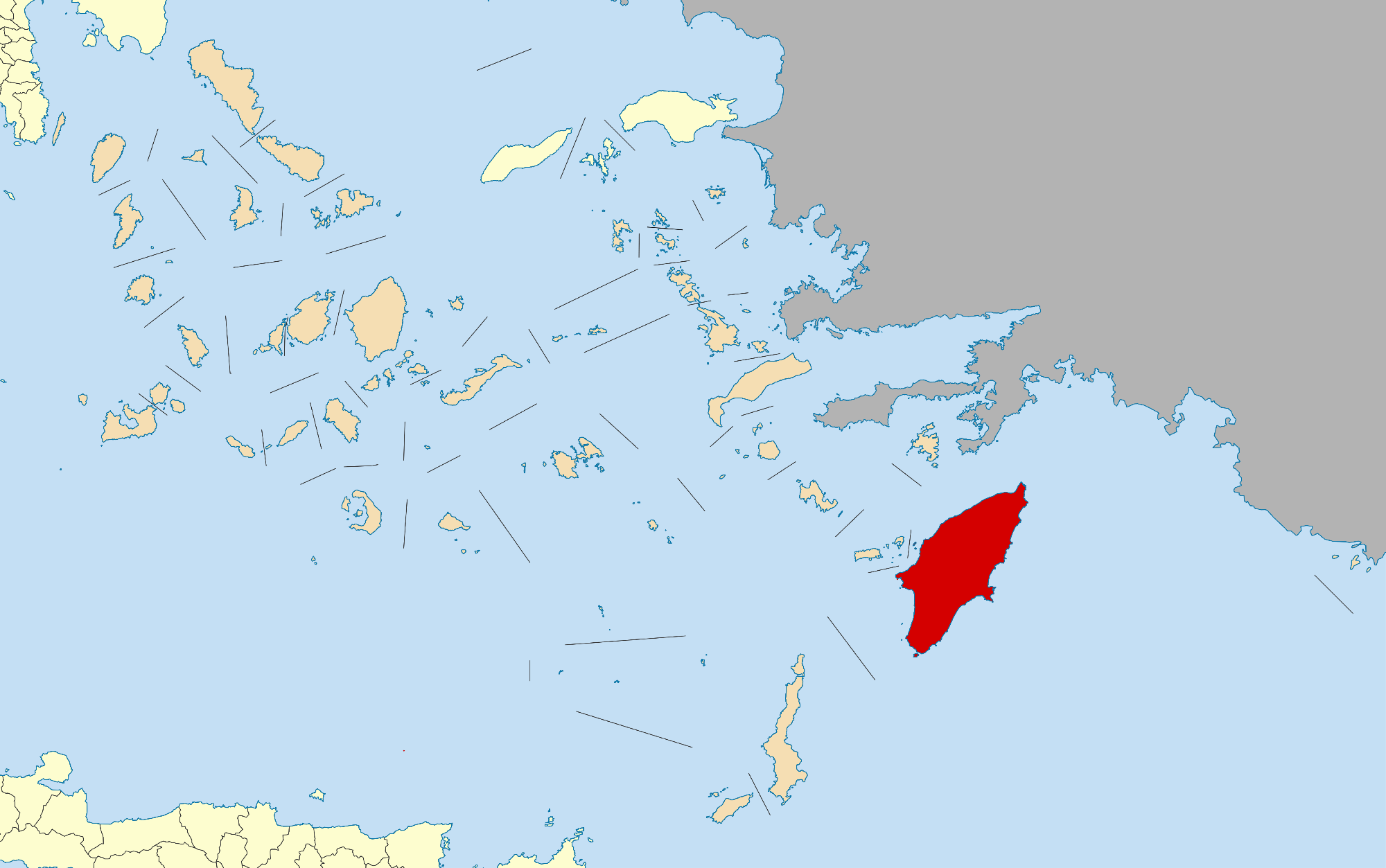
Localização da ilha.

Rodes (em grego:  Ρόδος, transl. Ródos) é a maior das ilhas do Dodecaneso, situadas no Egeu e que integram o território administrado pela Grécia. Famosa devido ao Colosso de Rodes, estátua considerada uma das sete maravilhas do mundo antigo. A cidade medieval de Rodes, capital da ilha, é Patrimônio Histórico da Humanidade. A ilha tem cerca de 1 398 km2 e uma população de aproximadamente 82 mil habitantes.

## Mitologia grega

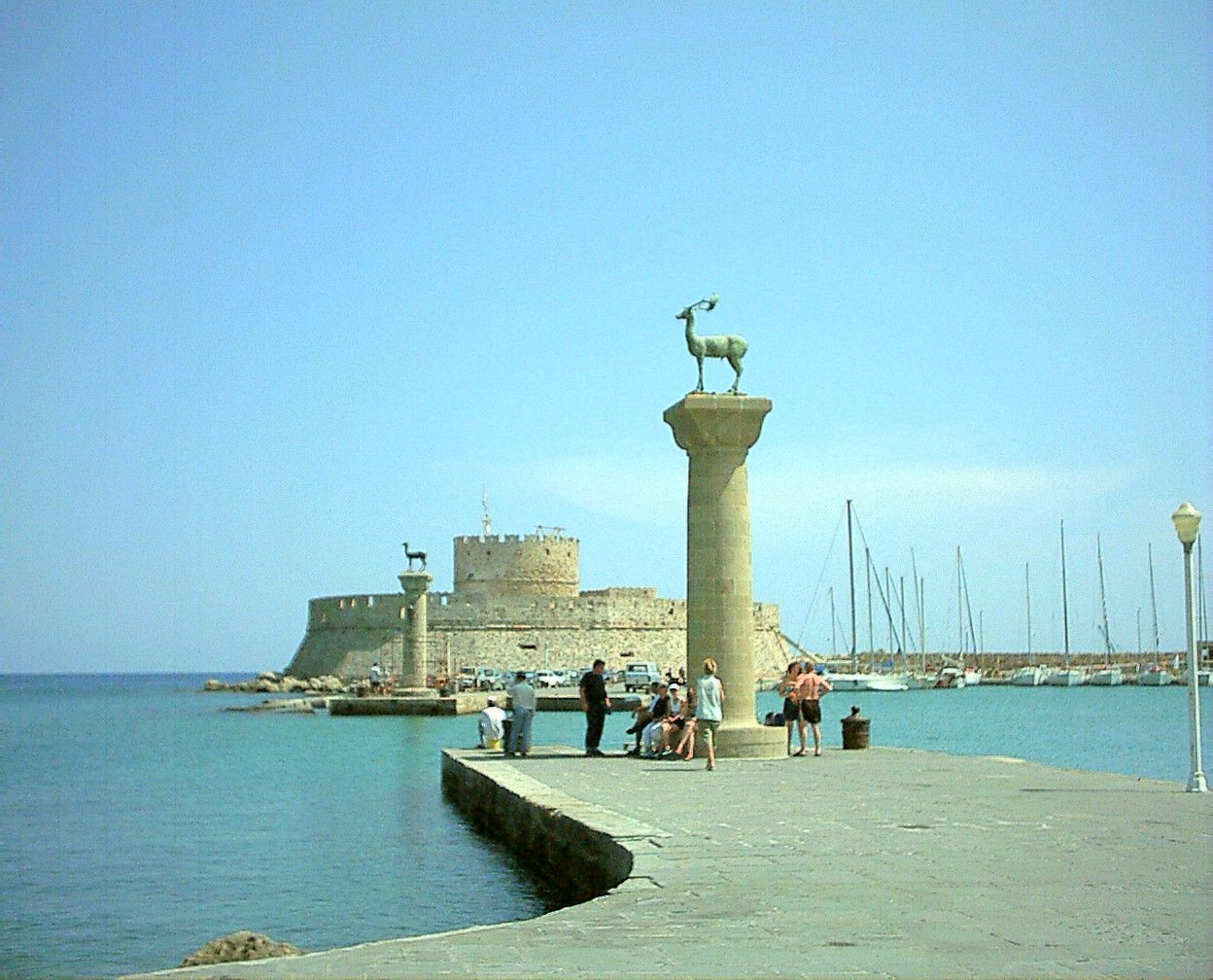
Marina de Rodes

Os primeiros habitantes da ilha se chamavam telquines, e eram filhos de Tálassa. Reia deixou o bebê Posêidon aos cuidados dos telquines e de Cafeira, filha de Oceano.

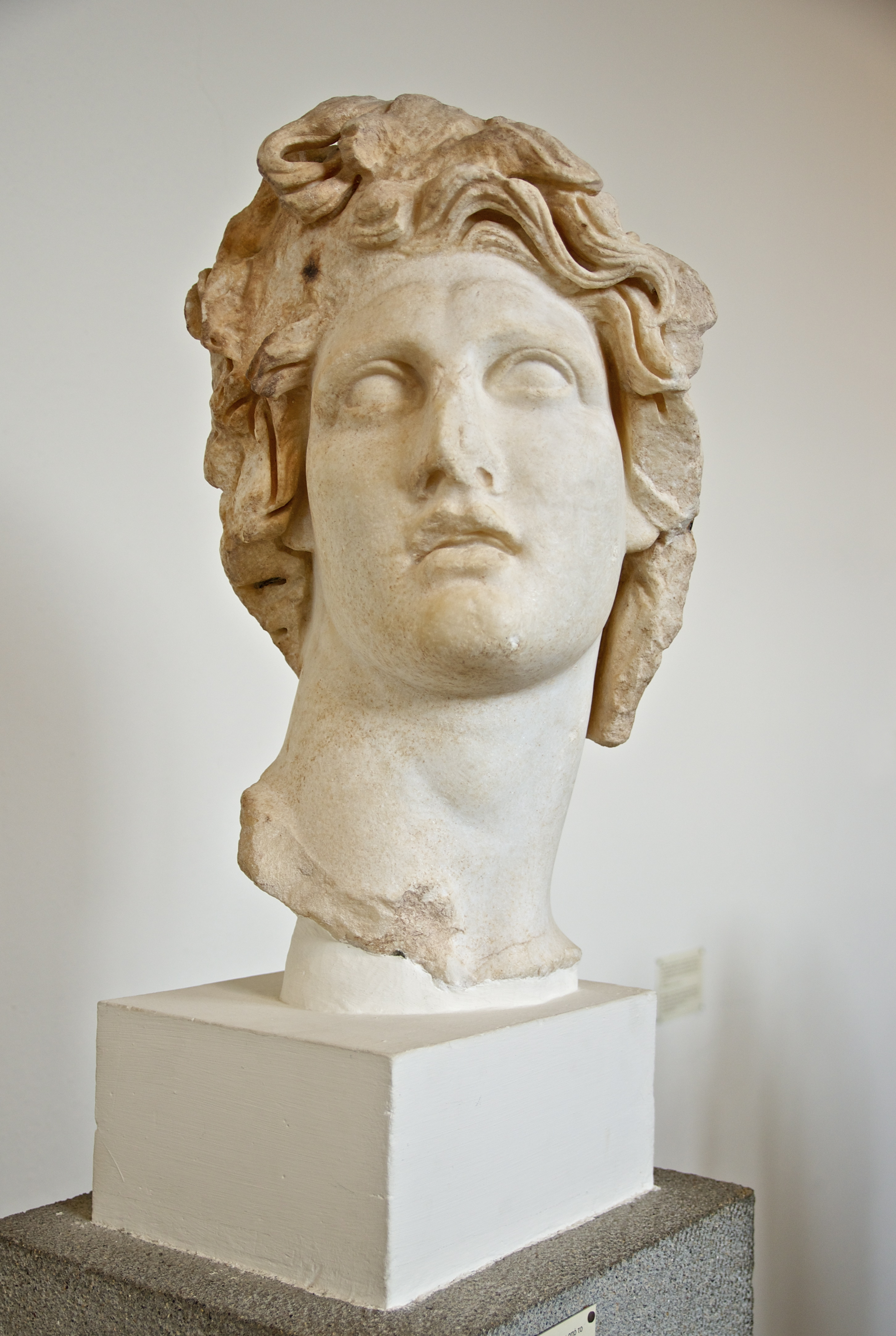
Cabeça do "Deus de Rodes"

Quando Posêidon cresceu, ele se apaixonou por Hália, irmã dos telquines, e eles tiveram seis filhos e uma filha, chamada Rode, que deu nome à ilha.

## Outras mitologias
Alguns eruditos dizem que os primitivos habitantes das ilhas Rodes, ou os fundadores, seriam os descendentes de Rodanim (ou Dodanim), filho de Javã, ancestral dos gregos.